# Station Krośnice
Station Krośnice is een spoorwegstation in de Poolse plaats Krośnice.